# Solfato mercurico
Il solfato mercurico è il sale di mercurio(II) dell'acido solforico, di formula HgSO4.
A temperatura ambiente si presenta come un solido bianco inodore. È un composto molto tossico, pericoloso per l'ambiente. A temperatura 20 °C avviene la decomposizione in: ossido di mercurio e triossido di zolfo.
{\displaystyle {\ce {HgSO4 -> HgO + SO3}}}